# Oxypetalum solanoides
Oxypetalum solanoides é uma espécie de planta do gênero Oxypetalum.

## Taxonomia
A espécie foi descrita em 1834 por George Arnott Walker-Arnott e William Jackson Hooker.

## Morfologia
Os ramos são vilosos e as folhas possuem lâminas lineares, lanceoladas ou ovadas, com margens planas e base cordada. A inflorescência pode ser subaxilar ou terminal, com cimeiras corimbiformes contendo de 3 a 4 flores, e pedúnculos vilosos. As flores possuem sépalas lineares a lanceoladas, com coléteres nas axilas. A corola, vinácea e campanulada, possui lobos lineares a lanceolados e eretos a reflexos. A corona tem lobos oblongo-lanceolados com ápices bifurcados e é mais longa que as anteras. O ginostégio é séssil, com anteras quadrangulares. O polinário apresenta caudículas horizontais, com membrana hialina e dentes laterais salientes, enquanto os polínios são ovados ou subovados. O apêndice estilar é cilíndrico e bífido no ápice. O fruto é fusiforme e pubescente, com sementes ovadas ou oblongas.

## Ocorrência
A planta é nativa e não é endêmica do Brasil. Sua distribuição geográfica inclui o Sudeste (São Paulo) e o Sul (Rio Grande do Sul, Santa Catarina). Ela ocorre em domínios fitogeográficos da Mata Atlântica. É encontrada em tipos de vegetação como campo limpo, floresta ciliar ou de galeria, e vegetação sobre afloramentos rochosos.